# Araks
Araks (turecky Aras Nehri, arménsky Արաքս, ázerbájdžánsky Araz, persky ارس‎, kurdsky Aras nebo Araz) je řeka v Zakavkazsku. Převážnou část toku pod soutokem s Achurjanem tvoří státní hranice mezi Arménií a Ázerbájdžánem (Nachičevan) na severu a Tureckem (provincie Erzurum a Iğdır) a Íránem (Východní Ázerbájdžán, Západní Ázerbájdžán, Ardabíl) na jihu. Je to pravý, největší přítok Kury. Je dlouhá 1072 km, z čehož 548 km připadá na Turecko včetně hraničních úseků. Povodí má rozlohu 102 000 km².

## Průběh toku
Pramení v Turecku na svazích hřbetu Bingöl. Na horním toku má charakter bystřiny, která teče v úzké úžlabině. Pod ústím řeky Achurjan se dolina rozšiřuje a Araks vtéká do Araratské roviny. Má nízké břehy a vytváří ramena a průtoky. Pod ústím řeky Nachičevančaj protéká kaňonem do Kuroaracké nížiny stále převážně v úzké dolině. Posledních 100 km protéká Muganskou a Milskou rovinou a jeho koryto je chráněno hrázemi. Do Kury ústí zprava u města Sabirabad.

## Vodní stav
Zdroj vody je smíšený s převahou podzemního a sněhového. Vyšší vodní stavy jsou od března do června. Dešťové povodně se vyskytují v listopadu a v prosinci. Průměrný roční průtok vody činí 285 m³/s. Každý rok proteče řekou 7,6 km³ vody a 16 mil t nánosů. Hlavní přítoky jsou Achurjan, Razdan, Arpa, Vorotan (Bargjušad) zleva a Kotur a Karasu zprava.

## Využití
Vodní doprava na řece není možná. Je využívaná na dolním toku na zavlažování. Také slouží k zisku vodní energie.

## Zajímavost
Podle řeky Araks je pojmenován arménský fotbalista Aras Özbiliz.